# Старков Едуард Сергійович
Едуард «Редт» Старков (рос. Старков Эдуард Сергеевич) — поет, фронтмен та засновник гурту Химера, учасник гурту Последние танки в Париже. Померши в 27 років, входить до так званого «Клубу 27» — це кілька музикантів, які, змінивши сучасну музику, померли у своїх 27 років.